# Podestà di Levanto
Elenco dei podestà e capitani di Levanto dal 1229 al 1797.
Levanto veniva governato da un podestà la cui nomina spettava ai signori Da Passano i quali signoreggiavano quelle contrade fino dallo XI secolo. Nel 1229 rinunziarono tale diritto al comune di Genova col quale si unirono convenzionati gli uomini del distretto di Levanto e vi cessò così la diretta sovranità dei Da Passano.
Nel 1637 cessò la podesteria di Borgo e Valle di Levanto, essendo stato il distretto inalzato a capitaneato. Veniva il capitano scelto nell'ordine dei nobili, e le attribuzioni di lui erano l'amministrazione della giustizia col ius sanguinis, e l'esazione dei diritti camerali.
Con poche variazioni d'interna amministrazione il governo di Levanto durò fino al cadere della Genovese Repubblica nel 1797.
| Periodo           | Nome e cognome                     | Carica                        | Note                        |
| ----------------- | ---------------------------------- | ----------------------------- | --------------------------- |
| 1250              | Alvernatium qm. Tedisio da Passano | podestà                       |                             |
| 1269              | Nicolino da Passano qm. Levantini  | podestà                       |                             |
| 1290              | Ansaldo D'Oria                     | podestà                       |                             |
| 1302              | Ricomani da Levanto                | podestà                       |                             |
| 1311              | Battista dei Bertolotto            | podestà                       |                             |
| 1338              | Gherardo Spinola figlio di Odoardo | podestà                       |                             |
| 1347              | Pietro Spinola                     | podestà                       |                             |
| 1353              | Andrea Bertolotto da Levanto       | podestà                       |                             |
| 1377              | Corrado di Crovaria                | podestà                       |                             |
| 1379-1380         | Tomaso Mastruccio                  | podestà                       |                             |
| 1380-1381         | Francesco de Corsio                | podestà                       |                             |
| 1384              | Francesco de Blasio                | podestà                       |                             |
| 1405              | Goffredo Fieschi                   | podestà                       | conte di Lavagna            |
| 1406              | Giuliano Pinelli                   | podestà                       |                             |
| 1411              | Battista de Bertolotti             | podestà                       |                             |
| 1412              | Leone Salvago                      | podestà                       |                             |
| 1416              | Andreolo D'Oria                    | podestà                       |                             |
| 1417              | Galeotto Spinola                   | podestà                       |                             |
| 1427              | Nicolò Giudice                     | podestà                       |                             |
| 1429              | Nicolò D'Oria                      | podestà                       |                             |
| 1432              | Bongiovanni della Chiesanova       | podestà                       |                             |
| 1434              | Cattaneo Defranchi                 | podestà                       | nobile                      |
| 1435              | Bendiano Spinola                   | podestà                       | nobile                      |
| 1437              | Martino Lommelino                  | podestà                       | nobile                      |
| marzo 1438        | Agostino Lomellino                 | podestà                       |                             |
| 1438              | Manfredo Ravaschiero               | podestà                       | dei conti di Lavagna        |
| 1439-1440         | Francesco Cavallo                  | podestà                       |                             |
| 1441              | Damiano Imperiale                  | podestà                       | nobile                      |
| maggio 1443       | Giovanni Spinola                   | podestà                       |                             |
| 1443              | Cattaneo de Fieschi                | podestà                       |                             |
| 1444              | Raffaele Pinelli                   | podestà                       |                             |
| luglio 1444       | Leonello de Marini                 | podestà                       |                             |
| 1445              | Cristofforo de Assereto            | podestà                       |                             |
| 1446              | Giovanni Spinola                   | podestà                       |                             |
| 1447-1448         | Nicolò Giudice                     | podestà                       |                             |
| 1448-1450         | Nicolò D'Oria                      | podestà                       | nobile, ghibellino          |
| 1450              | Bastiano de Gavio                  | podestà                       | guelfo                      |
| 1450              | Bartolomeo de Zoaglio              | podestà                       |                             |
| ottobre 1450      | Cristofforo Burgarelli             | podestà                       |                             |
| 1451              | Bastiano di Gavio                  | podestà                       |                             |
| 1452              | Lodisio da Passano                 | luogotenente                  |                             |
| 1452-1453         | Jacobo da Pelliparii da Pontremoli | podestà                       | dottore in legge            |
| 1453              | Nicolò de Judice                   | luogotenente                  |                             |
| 1454              | Cristofforo de Bongarelli          | podestà                       | dottore                     |
| 1457              | Raffaele Peicolerio                | podestà                       |                             |
| 1458              | Bartolomeo Italiano                | podestà                       |                             |
| 1459              | Bartolomeo Imperiale               | podestà                       |                             |
| 1459              | Brunone Spinola                    | sostituito                    |                             |
| giugno 1460       | Brunone Spinola                    | podestà                       | nobile                      |
| dicembre 1460     | Ambrogio Fieschi                   | podestà                       |                             |
| 1461              | Gerolamo de Zoaglio                | podestà                       |                             |
| 1462              | Cristofforo de Bongarelli          | podestà                       | nobile                      |
| luglio 1464       | Giacomo di Brugnato                | podestà                       |                             |
| agosto 1464-1465  | Pietro Spinola                     | podestà                       | nobile                      |
| 1466              | Galeotto Spinola                   | podestà                       |                             |
| 1469              | Andrea Fieschi                     | podestà                       | conte                       |
| 1470              | Galeazzo D'Oria                    | vice podestà                  |                             |
| 1474              | Geronimo Chiavari                  | podestà                       | nobile                      |
| 1479-1480         | Andrea Fieschi                     | podestà                       |                             |
| 1481              | Luca Spinola                       | podestà                       |                             |
| 1482              | Francesco di Campofregoso          | podestà                       |                             |
| 1483              | Gerolamo Chiavari                  | podestà                       | nobile                      |
| 1489              | Lucchesio Giustiniani              | podestà                       | nobile                      |
| 1490              | Teodoro Spinola                    | podestà                       | nobile                      |
| 1493              | Lodisio de Grimaldi                | podestà                       |                             |
| 1494              | Raffaele de Montaldo               | podestà                       |                             |
| 1495, 1497        | Ambrogio Spinola                   | podestà                       | magnifico                   |
| 1501              | Benedetto Pammoleo                 | podestà                       | magnifico, dottore in legge |
| 1502              | Benedetto da Passano               | podestà                       | dottore                     |
| 1507              | Benedetto Pammoleo                 | podestà                       | dottore                     |
| 1508              | Simone Belmesserio da Pontremoli   | podestà                       |                             |
| 1515              | Paolo Negrone                      | podestà                       | nobile                      |
| 1517              | Luigi de Oddone                    | podestà                       |                             |
| 1518              | Gerolamo de Camillo                | podestà                       |                             |
| 1536              | Pantaleo Saoli Casanova            | podestà                       | nobile                      |
| 1537              | Cristofforo Lercaro Salvo          | podestà                       | magnifico                   |
| 1551              | Gerolamo Cattaneo                  | podestà                       |                             |
| 1553              | Lorenzo de Calvo                   | podestà                       |                             |
| 1554              | Pantaleo D'Oria                    | podestà                       | nobile                      |
| 1556              | Antonio Sauli                      | podestà                       | magnifico                   |
| 1558              | Francesco Cibo                     | podestà                       |                             |
| 1561              | Gio. Batta Ususmaris/Usodimare     | podestà                       |                             |
| 1562              | Stefano Valdettaro                 | podestà                       |                             |
| settembre 1562    | Stefano Cibo                       | podestà                       |                             |
| 1563              | Geronimo Cattaneo                  | podestà                       |                             |
| 1564              | Nicolò Defranchi                   | podestà                       |                             |
| 1566              | Pietro Senestraro                  | podestà                       | nobile                      |
| 1567              | Ottaviano Vivaldi                  | podestà                       | magnifico                   |
| 1568              | Fabio Usodimare                    | podestà                       |                             |
| 1569              | Francesco Fieschi                  | podestà                       |                             |
| 1570              | Antonio Italiano olim Garibaldi    | podestà                       | magnifico                   |
| 1573              | Raffaele Vivaldo                   | podestà                       |                             |
| 1574- maggio 1575 | Nicolò D'Oria                      | podestà                       |                             |
| 1575              | Marco Defranchi                    | podestà                       |                             |
| 1577              | Simone Canneto                     | podestà                       |                             |
| 1578              | Domenico Spinola                   | podestà                       | nobile                      |
| 1580              | Gio. Batta Centurione              | podestà                       |                             |
| 1581              | Simone Canneto                     | podestà                       |                             |
| 1582              | Bartolomeo D'Oria                  | podestà                       | magnifico                   |
| 1584-1585         | Pier Battista Vignolo              | podestà                       | nobile                      |
| 1586              | Paolo Spinola                      | podestà                       | nobile                      |
| 1587              | Marco Antonio Sivori               | podestà                       | magnifico                   |
| 1588              | Stefano Pelizzone                  | podestà                       |                             |
| 1589              | Tommaso Spinola                    | podestà                       | nobile                      |
| 1590              | Augusto Moronius                   | podestà                       |                             |
| settembre 1591    | Matteo Semino                      | podestà                       | magnifico                   |
| 1591-1592         | Antonio Grimaldo                   | podestà                       | nobile                      |
| 1593              | Gio Batta Negrone                  | podestà                       |                             |
| 1595              | Pier Battista Vignolo              | podestà                       |                             |
| 1596              | Paolo D'Oria                       | podestà                       | nobile                      |
| 1597              | Gerolamo Ceva                      | podestà                       | nobile                      |
| 1598              | Andrea Chiavari                    | podestà                       | nobile                      |
| 1599              | Antonio Grimaldi                   | podestà                       |                             |
| 1600              | Ottaviano Arbora                   | podestà                       |                             |
| 1601              | Andrea Chiavari                    | podestà                       | magnifico                   |
| 1602              | Alessandro Invrea                  | podestà                       | nobile                      |
| 1603              | Damiano Assereto                   | podestà                       |                             |
| 1604              | Vincenzo Mandello                  | podestà                       |                             |
| 1605              | Francesco Gentile                  | podestà                       | magnifico                   |
| 1607              | Ambrogio Pinello                   | podestà                       | magnifico                   |
| 1608              | Giuseppe Maggiolo                  | podestà                       |                             |
| 1609              | Giovanni Girolamo Chiavari         | podestà                       |                             |
| 1610              | Giovanni Giustiniano               | podestà                       | magnifico                   |
| 1611              | Antonio Montaldo                   | podestà                       |                             |
| 1613              | Giovanni Agostino Soffia           | podestà                       |                             |
| 1614              | Ambrogio Senarega                  | podestà                       | magnifico                   |
| 1615              | Marco Grimaldi                     | podestà                       | nobile                      |
| 1616              | Paolo Gentile                      | podestà                       | magnifico                   |
| 1617              | Giovanni Luca Garibaldi            | podestà                       |                             |
| 1618              | Pier Maria Patera                  | podestà                       | nobile                      |
| 1619              | Tobia Pallavicino                  | podestà                       |                             |
| settembre 1619    | Ottavio Moneglia                   | podestà                       | nobile                      |
| 1621              | Aurelio Spinola                    | podestà                       | magnifico                   |
| 1622              | Pietro Porro                       | podestà                       | magnifico                   |
| 1623              | Francesco Micone                   | podestà                       |                             |
| 1624              | Giovanni Gioacchino Magnero        | podestà                       |                             |
| 1625              | Marc Antonio Boggiano              | podestà                       |                             |
| 1626              | Gerolamo Pallavicino               | podestà                       | magnifico                   |
| 1628              | Pier Maria Spinola                 | podestà                       | nobile                      |
| 1630              | Paolo Doria                        | podestà                       | magnifico                   |
| 1631              | Pietro Clavarino                   | podestà                       |                             |
| 1633              | Alessandro Spinola                 | podestà                       | nobile                      |
| 1634              | Giuseppe Arquata                   | podestà                       | magnifico                   |
| 1635              | Giovanni Pietro Ligalupi           | podestà                       |                             |
| 1636              | Marco Antonio Deferrari            | podestà                       | l'ultimo titulare           |
| 1637              | Nicolò Clavesana                   | capitano                      | primo titulare, magnifico   |
| 1638              | Giovanni Maria Defranchi           | capitano                      | magnifico                   |
| 1639              | Nicolò Giustiniano                 | capitano                      | nobile                      |
| 1640              | Cornelio Ferrari                   | capitano                      | magnifico                   |
| 1645              | Giovanni Agostino Lomellino        | capitano                      | magnifico                   |
| 1647              | Gio. Antonio de Mari               | capitano                      | magnifico                   |
| 1651              | Giovan Battista Cicala             | capitano                      | nobile                      |
| 1656              | Francesco Merello                  | capitano                      |                             |
| 1658              | Agostino Bonivento                 | capitano                      |                             |
| 1659              | Gio. Antonio de Mari               | capitano                      | magnifico                   |
| 1661              | Stefano Mainero                    | capitano                      |                             |
| 1662              | GioBatta D'Oria                    | capitano                      | nobile                      |
| 1664              | Leandro Federici                   | capitano                      | magnifico                   |
| 1665              | Tomaso de Negri                    | capitano                      | magnifico                   |
| 1668              | Francesco Bado                     | capitano                      | magnifico                   |
| 1672              | Gerolamo Invrea                    | capitano                      |                             |
| luglio 1672       | Giovanni Nicolò Sivori             | capitano                      | magnifico                   |
| 1673              | Leonardo D'Oria                    | capitano                      | magnifico                   |
| 1676              | Antonio Defranchi                  | capitano                      |                             |
| 1678              | Leonardo Bracelli                  | capitano                      | magnifico                   |
| 1680              | Ottavio Maria Imperiale            | capitano                      | nobile                      |
| 1693              | Giovanni Battista Casero           | capitano                      | magnifico                   |
| 1695              | Tomaso di Negro                    | capitano                      |                             |
| 1698              | Lorenzo Dorio                      | capitano                      |                             |
| 1700              | Visconte di Negro                  | capitano                      | magnifico                   |
| 1703              | Giovanni Ambrogio Negrone          | capitano                      |                             |
| 1706              | Giovanni Maria Salvago             | capitano                      | nobile                      |
| 1707              | Cattaneo M. Bargagli               | capitano                      |                             |
| 1715-1716         | Paolo D'Oria                       | capitano                      |                             |
| 1729              | Giovanni Paolo Benedetti           | capitano                      |                             |
| 1731              | Giovanni Pietro Arena              | capitano                      | magnifico                   |
| 1735              | Alessandro Centurione              | capitano                      | nobile                      |
| 1739              | Francesco Maria Spinola            | capitano                      | nobile                      |
| 1740              | Felice Pallavicino                 | capitano                      | magnifico                   |
| 1742              | Agostino Centurione                | capitano                      | magnifico                   |
| 1745              | Costanzo Spinola                   | capitano                      | magnifico                   |
| 1748              | Nicolò Giovio                      | capitano                      | magnifico                   |
| 1750              | Marco Antonio Centurione           | capitano                      | magnifico                   |
| 1756              | Gio Benedetto Rossi                | capitano                      |                             |
| 1761              | Alessandro Centurione              | capitano                      | nobile                      |
| 1765              | Giacomo Centurione                 | capitano                      | magnifico                   |
| 1773              | Lorenzo Curlo                      | capitano                      | magnifico                   |
| 1775              | Giovanni Bernardo Botto            | capitano                      |                             |
| 1780              | Felice Ricci                       | capitano                      | nobile                      |
| 1782              | Ippolito Antonio Ricci             | capitano                      |                             |
| 1783              | Antonio Ricci                      | capitano                      |                             |
| gennaio 1790      | Gio Paolo Galliano                 | capitano                      |                             |
| 1790              | Giovanni Maria di Negro            | capitano                      |                             |
| 1791              | Felice Vincenzo Ricci              | capitano                      | nobile                      |
| 1797              | Carlo Staglieno                    | capitano                      | nobile                      |
| dicembre 1797     | Alessandro Federici                | capitano                      |                             |
| 1798              | Nicolò Massola                     | presidente della municipalità | cittadino                   |